# Ṣirāṭ al-Mustaqīm
Nell'Islam, l'espressione aṣ-Ṣirāṭ al-mustaqīm (in arabo الصراط المستقيم‎?, in italiano la retta via) si riferisce al sentiero che porta alla salvazione dell'anima (o successo nella vita ultraterrera).
È presente nel ciclo di ciascuna delle cinque preghiere obbligatorie giornaliere, nelle quali si pronunciano i versi seguenti (Al-Fātiḥa, vv. 6-7): 
Ihdinā ṣ-ṣirāṭa al-mustaqīm, Ṣirāṭa al-laḏīna anʿamta ʿalayhim ġayri l-maġḍūbi ʿalayhim walā ḍ-ḍāllīn
«Guidaci sulla retta via, la via di coloro che hai colmato di grazia, non di coloro che [sono incorsi] nella [Tua] ira, né degli sviati» .
Da Allah, i musulmani sono stati ammoniti al rimanere sulla via di mezzo, sul retto sentiero, e al non battere 'altre strade': per Mujāhid, le innovazioni e le questioni discutibili. Le faccende dubbie (o sgradevoli) [makruh مكروه] non sono  considerate un peccato, ma rientrano in una zona grigia tra bene e male. Si dice che se ci si occupa di simili affari, non si subirà alcuna punizione; ma se evitati del tutto, ci sarà una ricompensa presso Allah.
Le novità di culto, d'altro lato, sono proibite (haram ). Si dice che rimarranno inaudite (o verranno respinte) le preghiere di quanti introducano simili novità in adorazione.